# Chalarus holosericeus
Chalarus holosericeus är en tvåvingeart som beskrevs av Johann Wilhelm Meigen 1824. Chalarus holosericeus ingår i släktet Chalarus och familjen ögonflugor. Inga underarter finns listade i Catalogue of Life.